# Sant Martí del Far
Sant Martí del Far és una església romànica al municipi del Far d'Empordà, a la comarca catalana de l'Alt Empordà. És al capdamunt del turó que presideix el poble, d'on radica el nom del Far. És d'estil romànic tardà, construït cap a la fi del segle xiii a la part més elevada del nucli, segurament coincidint amb la construcció del castell. És una obra declarada bé cultural d'interès nacional.

## Descripció
És una església d'una sola nau amb absis rectangular. La volta de la nau és apuntada i seguida, la mateixa forma té la del presbiteri. La portada, situada a ponent, té tres arcs de mig punt en gradació, llinda i timpà llis. L'element més remarcable d'aquesta façana és la finestra superior d'arc de mig punt, de grans dimensions i amb decoració de dents de serra. Un campanar de cadireta amb dos arcs de mig punt i una corsera superior sostinguda per nou mènsules completen aquesta façana. Les altres finestres del temple, són d'un sol arc de mig punt, més senzilles que la de la portalada però molt llargues. Els murs de l'absis sobrepugen el nivell de la seva volta. En aquesta zona, sobre la coberta, al voltant d'aquest absis rectangular s'obre un conjunt de llargues espitlleres.
La part superior del mur és rematat per una corsera formada per petits arquets apuntats. La fortificació de l'absis i la del campanar del frontis són de la mateixa època que la resta del temple; en canvi, sobre els murs laterals de la nau s'aixequen murs de pedruscall acabats amb merlets rectangulars que corresponen a una reforma tardana, possiblement del segle xviii. A cadascun dels murs laterals de la nau també hi ha cinc gàrgoles i a l'absis n'hi trobem quatre amb una decoració molt simple. Tota l'església presenta un aparell de carreus ben escairats que formen filades perfectament seguides. A la part superior de l'absis on s'obren les espitlleres hi ha un fris format per tres filades de carreus de coloració més fosca que destaca dins el conjunt del monument.

## Història
L'església de Sant Martí del Far es troba documentada des dels segles xiii i xiv. Sembla que va ser reconstruïda durant el segle xiii, quan el comte d'Empúries va fer bastir el castell. És un temple romànic que indica la transició cap a l'estil gòtic.